# Olivier Bourgain

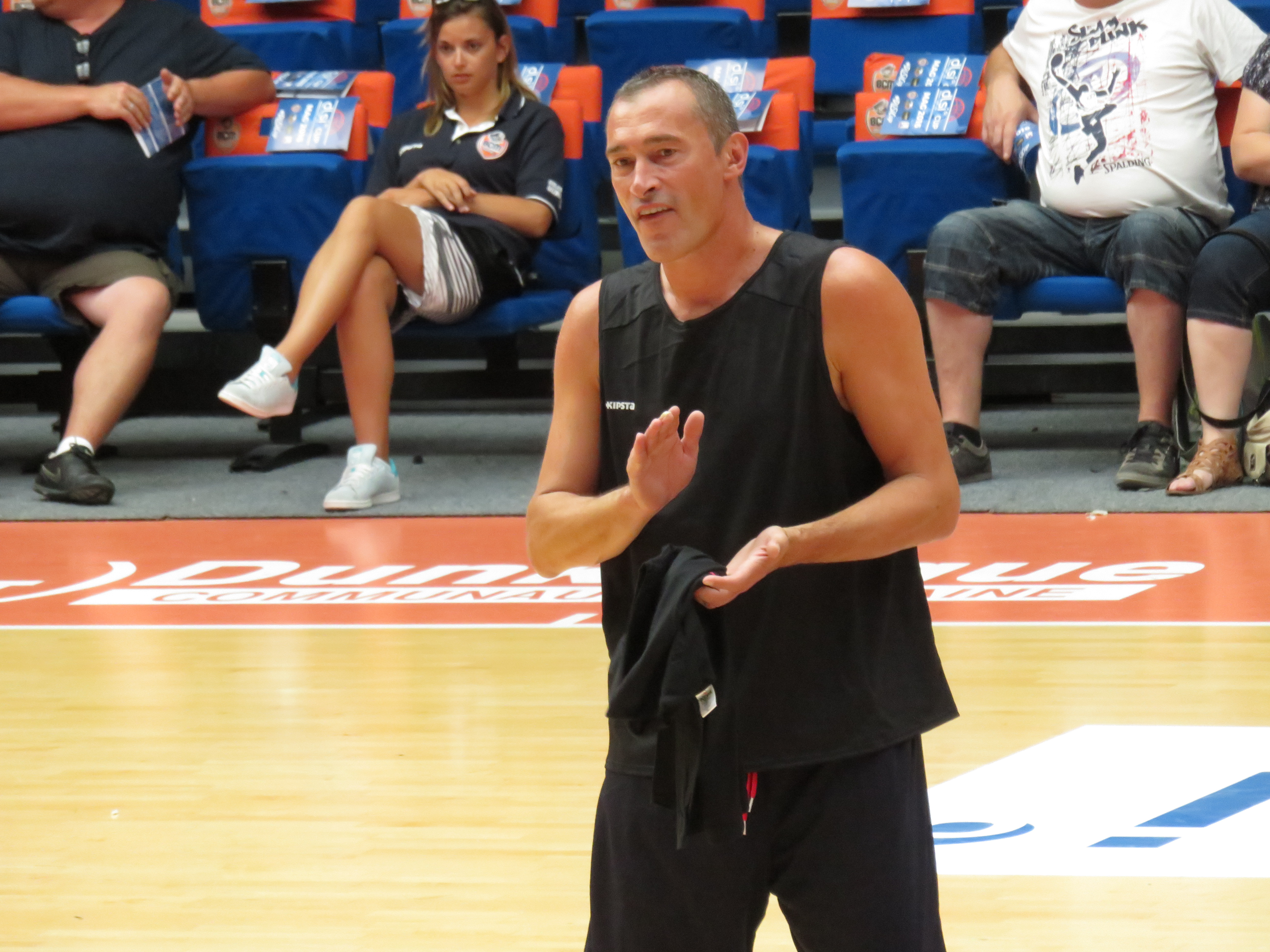
Olivier Bourgain im Jahr 2016

Olivier Bourgain (* 27. Dezember 1968 in Boulogne-sur-Mer) ist ein ehemaliger französischer Basketballspieler.

## Laufbahn
Von 1988 bis 1994 stand Bourgain beim französischen Erstligisten BCM Gravelines unter Vertrag. 2018 wurde er in die Ruhmeshalle des Vereins aufgenommen. Danach spielte er von 1994 bis 1996 für Montpellier Paillade Basket, dort bestritt er seine beste Saison in der Spielklasse, als er 12,6 Punkte je Begegnung erzielte. Der 1,96 Meter große Flügelspieler wurde 1994 in die französische Nationalmannschaft berufen.
Im Vorfeld der Saison 1996/97 nahm Bourgain in den Vereinigten Staaten an der Vorbereitung der CBA-Mannschaft Yakima Sun Kings teil, spielte in der Saison dann aber erst für den Zweitligisten Caen BC, dann in der ersten Liga für ASVEL Lyon-Villeurbanne. Für ASVEL bestritt er auch EuroLeague-Einsätze. 1997/98 spielte er wieder in Montpellier, 1998/99 dann bei Cordivari Roseto in der italienischen Serie A. Für Roseto erzielte Bourgain 8 Punkte pro Begegnung.
Bourgain wechselte zur Saison 1999/2000 zum SSV Ulm in die deutsche Basketball-Bundesliga. Für die „Spatzen“ erreichte der Franzose im Spieljahr 1999/2000 11,3 Punkte je Begegnung und war damit drittbester Korbschütze der Mannschaft. „Spielübersicht, ein gefährlicher Distanzwurf und Freiwürfe sind die Hauptstärken des Franzosen“, wurde Bourgain im Sonderheft der Zeitschrift Basketball im Vorfeld seiner zweiten Ulmer Saison, 2000/01, beschrieben. Während seines zweiten Spieljahres in Ulm (2000/01) wurde er in 34 Bundesliga-Begegnung eingesetzt und verbuchte im Schnitt 10,4 Punkte pro Partie. Mit 57 erzielten Dreipunktwürfen war er treffsicherster Schütze der Ulmer in dieser Spielrunde. In der Saison 2001/02 spielte Bourgain wieder in seinem Heimatland in Gravelines. Hernach wirkte er ab 2002 bei Stade Olympique Maritime Boulonnais 14 Jahre, erst als Spieler, dann in Personalunion als Trainer und Manager. Ab der Saison 2016/17 war er beim Erstligisten CSP Limoges Sportdirektor. Er blieb in Limoges bis zum Frühling 2019 im Amt. Im Sommer 2020 übernahm er das Amt des Sportdirektors bei BCM Gravelines. Im Oktober 2023 wurde Bourgain in Gravelines entlassen. Er kehrte im Dezember 2023 zum mittlerweile in die dritte Liga abgestiegenen Verein Stade Olympique Maritime Boulonnais zurück und wurde sportlicher Berater.